# Fußball-Europameisterschaft 2000/Statistik
Dieser Artikel gibt einen Überblick über die Rekorde und Statistiken zur Fußball-Europameisterschaft 2000.

## Abschlusstabelle EM 2000
| Rang | Mannschaft     | Spiele | Siege | Unentschieden | Niederlagen | Tore | Tordifferenz | Punkte |
| ---- | -------------- | ------ | ----- | ------------- | ----------- | ---- | ------------ | ------ |
| 1    | Frankreich     | 6      | 5     | 0             | 1           | 13:7 | +6           | 15     |
| 2    | Italien        | 6      | 4     | 1             | 1           | 9:4  | +5           | 13     |
| 3    | Niederlande    | 5      | 4     | 1             | 0           | 13:3 | +10          | 13     |
| 4    | Portugal       | 5      | 4     | 0             | 1           | 10:4 | +6           | 12     |
| 5    | Spanien        | 4      | 2     | 0             | 2           | 7:7  | ±0           | 6      |
| 6    | Türkei         | 4      | 1     | 1             | 2           | 3:4  | −1           | 4      |
| 7    | Rumänien       | 4      | 1     | 1             | 2           | 4:6  | −2           | 4      |
| 8    | BR Jugoslawien | 4      | 1     | 1             | 2           | 8:13 | −5           | 4      |
| 9    | Norwegen       | 3      | 1     | 1             | 1           | 1:1  | ±0           | 4      |
| 10   | Tschechien     | 3      | 1     | 0             | 2           | 3:3  | ±0           | 3      |
| 11   | England        | 3      | 1     | 0             | 2           | 5:6  | −1           | 3      |
| 12   | Belgien        | 3      | 1     | 0             | 2           | 2:5  | −3           | 3      |
| 13   | Slowenien      | 3      | 0     | 2             | 1           | 4:5  | −1           | 2      |
| 14   | Schweden       | 3      | 0     | 1             | 2           | 2:4  | −2           | 1      |
| 15   | Deutschland    | 3      | 0     | 1             | 2           | 1:5  | −4           | 1      |
| 16   | Dänemark       | 3      | 0     | 0             | 3           | 0:8  | −8           | 0      |

Anmerkung: Entscheidend für die Reihenfolge ist die erreichte Runde (Sieger, Finalist, Halbfinale, Viertelfinale, Gruppenphase). Im Elfmeterschießen entschiedene Spiele werden als Remis gewertet.

## Spieler
- Ältester Spieler: Lothar Matthäus (Deutschland) mit 39 Jahren und 91 Tagen (3 Einsätze, 150. und letztes Länderspiel, sein erstes Länderspiel bestritt er als jüngster Spieler bei der EM 1980 mit 19 Jahren und 85 Tagen, er weist damit die längste Zeitspanne zwischen seinem ersten und letzten Einsatz auf: 14. Juni 1980 bis 20. Juni 2000).
- Jüngster Spieler: Iker Casillas (Spanien) mit 19 Jahren und 24 Tagen (ohne Einsatz)
- Jüngster eingesetzter Spieler: Cristian Chivu (Rumänien) mit 19 Jahren und 236 Tagen (4 Einsätze)

## Torschützen
- Erster Torschütze: Bart Goor (Belgien) im Eröffnungsspiel gegen Schweden
- Jüngster Torschütze: Cristian Chivu (Rumänien) mit 19 Jahren und 244 Tagen
- Ältester Torschütze: Laurent Blanc (Frankreich) mit 34 Jahren und 205 Tagen
- Schnellster Torschütze: Paul Scholes  (England) in der 3. Minuten des Gruppenspiels gegen Portugal (Endstand: 2:3)
- Zlatko Zahovič (Slowenien) erzielte mit dem Tor zur 1:1-Ausgleich (Endstand 1:2) im Gruppenspiel gegen Spanien das 300. EM-Tor

## Torschützenliste
| Rang | Spieler             | Tore |
| ---- | ------------------- | ---- |
| 1    | Patrick Kluivert    | 5    |
|      | Savo Milošević      | 5    |
| 3    | Nuno Gomes          | 4    |
| 4    | Thierry Henry       | 3    |
|      | Sérgio Conceição    | 3    |
|      | Zlatko Zahovič      | 3    |
| 7    | Alfonso Pérez Muñoz | 2    |
|      | Frank de Boer       | 2    |
|      | Youri Djorkaeff     | 2    |
|      | Filippo Inzaghi     | 2    |
|      | Gaizka Mendieta     | 2    |
|      | Marc Overmars       | 2    |
|      | Alan Shearer        | 2    |
|      | Vladimír Šmicer     | 2    |
|      | Hakan Şükür         | 2    |
|      | Francesco Totti     | 2    |
|      | David Trezeguet     | 2    |
|      | Sylvain Wiltord     | 2    |
|      | Boudewijn Zenden    | 2    |
|      | Zinédine Zidane     | 2    |

| Rang | Spieler              | Tore |
| ---- | -------------------- | ---- |
| 21   | Laurent Blanc        | 1    |
|      | Okan Buruk           | 1    |
|      | Cristian Chivu       | 1    |
|      | Costinha             | 1    |
|      | Ronald de Boer       | 1    |
|      | Antonio Conte        | 1    |
|      | Stefano Fiore        | 1    |
|      | Marco Delvecchio     | 1    |
|      | Alessandro Del Piero | 1    |
|      | Luigi Di Biagio      | 1    |
|      | Ljubinko Drulović    | 1    |
|      | Christophe Dugarry   | 1    |
|      | Joseba Etxeberria    | 1    |
|      | Ioan Viorel Ganea    | 1    |
|      | Bart Goor            | 1    |
|      | Dejan Govedarica     | 1    |
|      | Steffen Iversen      | 1    |
|      | João Pinto           | 1    |
|      | Slobodan Komljenović | 1    |
|      | Henrik Larsson       | 1    |

| Rang | Spieler          | Tore |
| ---- | ---------------- | ---- |
| 21   | Luís Figo        | 1    |
|      | Steve McManaman  | 1    |
|      | Johan Mjällby    | 1    |
|      | Viorel Moldovan  | 1    |
|      | Emile Mpenza     | 1    |
|      | Pedro Munitis    | 1    |
|      | Dorinel Munteanu | 1    |
|      | Michael Owen     | 1    |
|      | Miran Pavlin     | 1    |
|      | Karel Poborský   | 1    |
|      | Raúl             | 1    |
|      | Paul Scholes     | 1    |
|      | Mehmet Scholl    | 1    |
|      | Dejan Govedarica | ET   |

Beste Torschützen im gesamten Wettbewerb waren der Slowene Zlatko Zahovič und Spanier Raúl mit je 12 Toren, davon neun bzw. elf in der Qualifikation.

## Qualifikation
Alle 51 Mitgliedsverbände wollten an der EM teilnehmen. Da Belgien und die Niederlande als Co-Gastgeber automatisch qualifiziert waren, standen für die übrigen 49 UEFA-Mitglieder noch 14 Plätze zur Verfügung, um die in neun Gruppen gespielt wurde. Die Gruppensieger und der beste Zweitplatzierte waren automatisch qualifiziert, die restlichen acht Gruppenzweiten spielten in Play-offs um die restlichen vier Plätze. Von den vorherigen Europameistern konnten sich Deutschland, Frankreich, Italien, Spanien und Tschechien als Gruppensieger und Dänemark über die Play-offs qualifizieren. Russland als Nachfolger der UdSSR scheiterte an Frankreich und der Ukraine. Von den Teilnehmern der letzten EM scheiterten zudem Schottland (in den Playoffs an England), Kroatien und die Schweiz (als Gruppendritte) und Bulgarien (als Gruppenvierter). Tschechien konnte als einzige Mannschaft alle zehn Spiele gewinnen. Andorra (10), Luxemburg, Malta und San Marino (alle 8) verloren alle Spiele. Spanien schoss die meisten Tore (42). Bester Torschütze der Qualifikation war Raúl mit 11 Toren. Erstmals konnten sich Norwegen und Slowenien qualifizieren.

## Trainer
- Jüngster Trainer: Srečko Katanec (Slowenien) mit 36 Jahren und 333 Tagen – bis heute jüngster Trainer bei einer EM-Endrunde (Stand: vor der EM 2021)
- Ältester Trainer: Vujadin Boškov (Bundesrepublik Jugoslawien) mit 69 Jahren und 40 Tagen
- Roger Lemerre gewann mit Frankreich die Europameisterschaft und 2004 mit Tunesien die Afrikameisterschaft

## Schiedsrichter
- Mit dem Ägypter Gamal al-Ghandour, der zwei Gruppenspiele leitet, kommt erstmals ein Schiedsrichter einer anderen Konföderation (CAF) zum Einsatz.

## Fortlaufende Rangliste
| Rang | Mannschaft                      | Teilnahmen | Spiele | Siege | Unentschieden | Niederlagen | Tore  | Tordifferenz | Punkte |
| ---- | ------------------------------- | ---------- | ------ | ----- | ------------- | ----------- | ----- | ------------ | ------ |
| 1    | Deutschland (=)                 | 8          | 29     | 15    | 8             | 6           | 43:29 | +14          | 53     |
| 2    | Niederlande (=)                 | 6          | 23     | 13    | 6             | 4           | 38:22 | +16          | 45     |
| 3    | Frankreich (=)                  | 5          | 21     | 12    | 5             | 4           | 38:23 | +15          | 41     |
| 4    | Italien ↑1                      | 5          | 20     | 9     | 8             | 3           | 21:12 | +9           | 35     |
| 5    | Spanien ↑1                      | 6          | 21     | 7     | 7             | 7           | 24:26 | −2           | 28     |
| 6    | Sowjetunion/ GUS/ Russland ↓2   | 7          | 19     | 7     | 5             | 7           | 22:24 | −2           | 26     |
| 7    | Portugal ↑3                     | 3          | 13     | 7     | 3             | 3           | 19:10 | +9           | 24     |
| 8    | Tschechoslowakei/ Tschechien ↓1 | 5          | 17     | 6     | 5             | 6           | 22:21 | +1           | 23     |
| 9    | England (=)                     | 6          | 19     | 5     | 6             | 8           | 21:22 | −1           | 21     |
| 10   | Dänemark ↓2                     | 6          | 20     | 5     | 4             | 11          | 22:33 | −11          | 19     |
| 11   | Belgien (=)                     | 4          | 12     | 4     | 2             | 6           | 13:20 | −7           | 14     |
| 12   | Jugoslawien/ BR Jugoslawien ↑2  | 5          | 14     | 3     | 2             | 9           | 22:39 | −17          | 11     |
| 13   | Schweden ↓1                     | 2          | 7      | 2     | 2             | 3           | 8:9   | −1           | 8      |
| 14   | Schottland ↓1                   | 2          | 6      | 2     | 1             | 3           | 4:5   | −1           | 7      |
| 15   | Kroatien (=)                    | 1          | 4      | 2     | 0             | 2           | 5:5   | ±0           | 6      |
| 16   | Rumänien ↑5                     | 3          | 10     | 1     | 2             | 7           | 7:14  | −7           | 5      |
| 17   | Irland ↓1                       | 1          | 3      | 1     | 1             | 1           | 2:2   | ±0           | 4      |
| 18   | Norwegen (N)                    | 1          | 3      | 1     | 1             | 1           | 1:1   | ±0           | 4      |
| 19   | Bulgarien ↓2                    | 1          | 3      | 1     | 1             | 1           | 3:4   | −1           | 4      |
| 20   | Türkei ↑2                       | 2          | 7      | 1     | 1             | 5           | 3:9   | −6           | 4      |
| 21   | Ungarn ↓3                       | 2          | 4      | 1     | 0             | 3           | 5:6   | −1           | 3      |
| 22   | Slowenien (N)                   | 1          | 3      | 0     | 2             | 1           | 4:5   | −1           | 2      |
| 23   | Schweiz ↓4                      | 1          | 3      | 0     | 1             | 2           | 1:4   | −3           | 1      |
| 24   | Griechenland↓4                  | 1          | 3      | 0     | 1             | 2           | 1:4   | −4           | 1      |

Anmerkungen: Kursiv gesetzte Mannschaften waren 2000 nicht dabei, fett gesetzte Mannschaft gewann das Turnier. Das 1968 durch Losentscheid entschiedene Halbfinale zwischen Italien und der UdSSR wird in dieser Tabelle als Remis gewertet – ebenso alle in Elfmeterschießen entschiedene Spiele.

## Besonderheiten
- Erstmals wurde die Endrunde in 2 Ländern ausgetragen, so dass sich nur 14 Mannschaften sportlich qualifizieren konnten.
- Letztes Golden Goal: David Trezeguet (Frankreich) im Finale zum 2:1 n.GG.
- Höchster Sieg: Niederlande – BR Jugoslawien 6:1 (Viertelfinale)
- Erster Elfmeter in der Nachspielzeit: Am 21. Juni 2000 in der 4. Minute der Nachspielzeit des Spiels Jugoslawien – Spanien zum zwischenzeitlichen 3:3-Ausgleich für Spanien durch Gaizka Mendieta. In der 6. Minute der Nachspielzeit fiel noch das 4:3 für Spanien.
- Die bisher wenigsten Elfmeter im Elfmeterschießen wurden im Halbfinale Italien – Niederlande verwandelt: nur vier von acht Torschützen waren erfolgreich. Da Italien damit 3:1 führte, mussten die folgenden zwei Schützen nicht mehr antreten.
- Belgien schied als erster Gastgeber in der Gruppenphase aus.
- Deutschland schied als erster Titelverteidiger zum zweiten Mal in der Gruppenphase aus.
- Frankreich konnte als erster Weltmeister auch Europameister werden.
- Frankreich konnte als bisher letzter Gruppenzweiter den Titel gewinnen.
- Dänemark schied mit der bis heute schlechtesten Tordifferenz (−8) aus. Lediglich Bulgarien (2004: 1:9) und Irland (2012: 1:9) schieden mit einer ebenso schlechten Tordifferenz aus, konnten aber immerhin ein Tor erzielen.